# Tatianaerhynchites aequatus
Tatianaerhynchites aequatus là một loài bọ cánh cứng trong họ Rhynchitidae. Loài này được Linnaeus miêu tả khoa học năm 1767.

## Hình ảnh

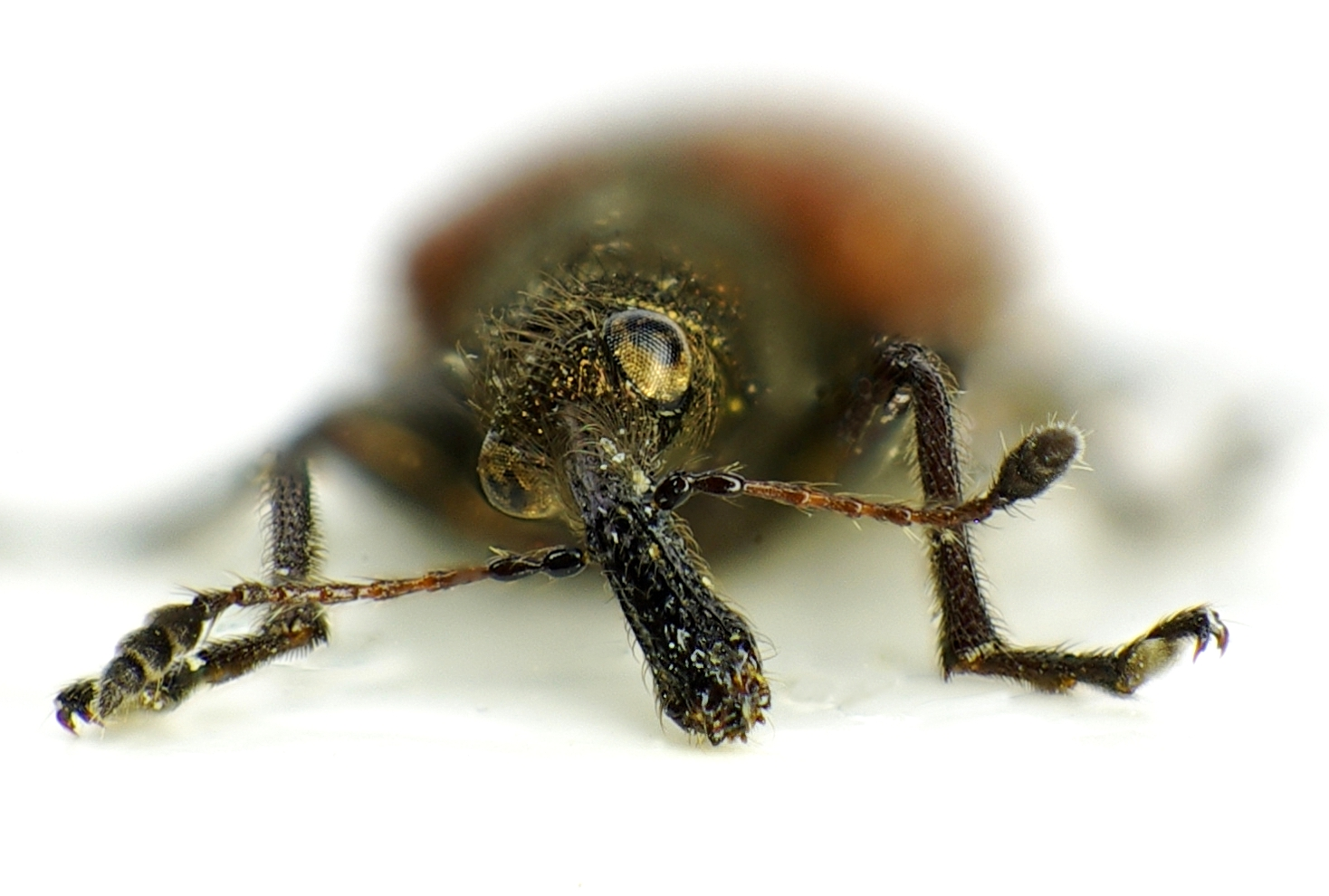
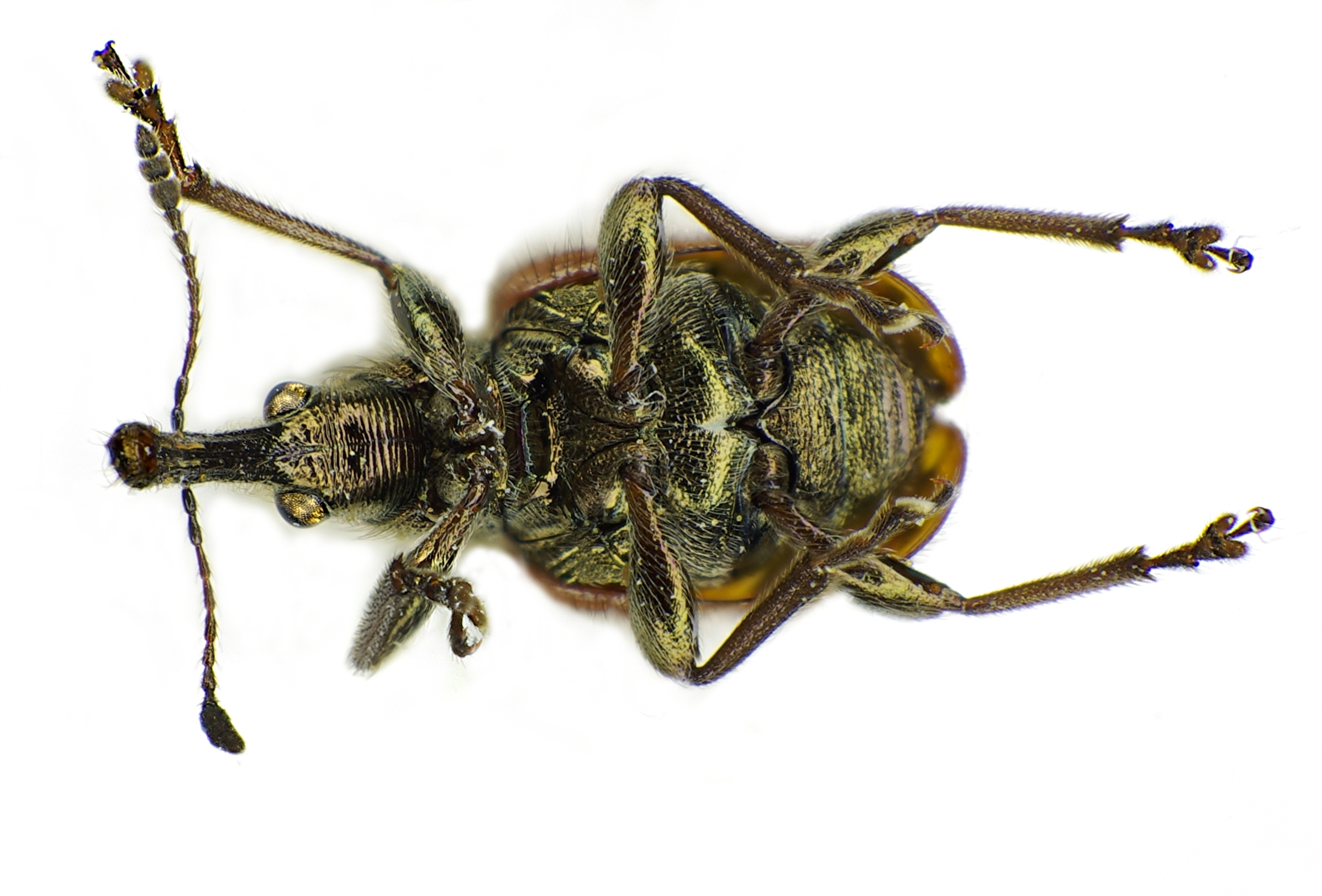
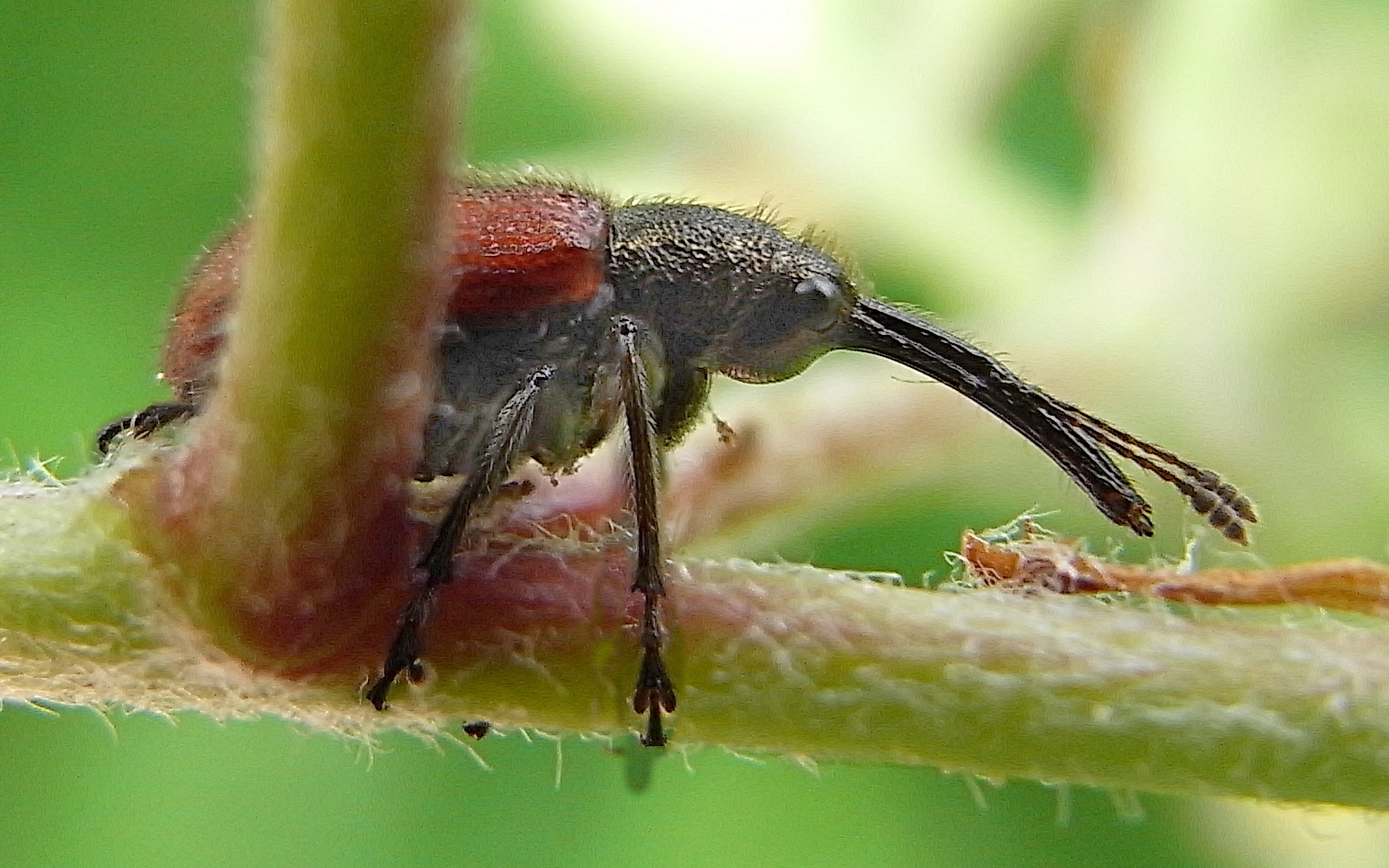
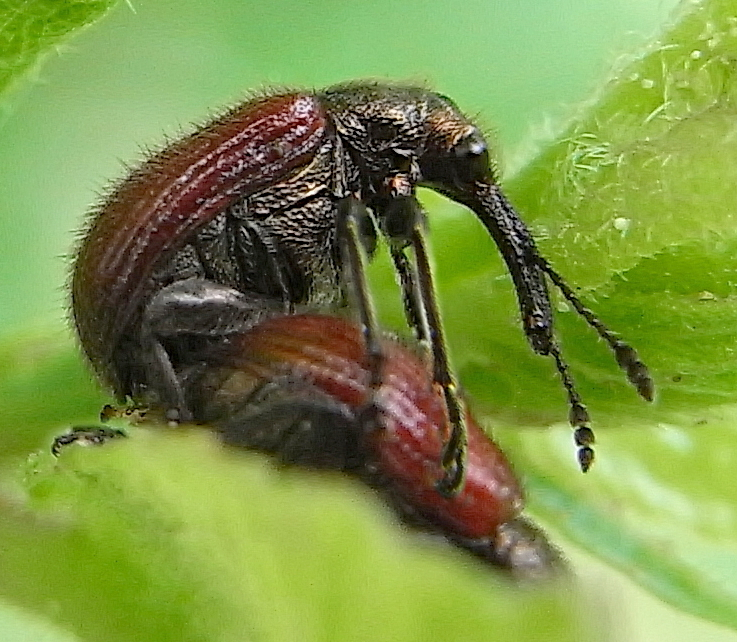